# خوزه اسپورونسه‌دا
 خوزه اسپورونسه‌دا (انگلیسی: José de Espronceda؛ ۲۵ مارس ۱۸۰۸ – ۲۳ مهٔ ۱۸۴۲) یک شاعر اهل اسپانیا بود.